# Olivier Sauzereau
Olivier Sauzereau, né à Nantes en 1966, est un astrophotographe et historien des sciences français. 

## Biographie
Depuis les années 1980 Olivier Sauzereau parcourt le monde comme astrophotographe. En 1986, il se rend célèbre en photographiant le passage de la comète de Halley au-dessus de l'observatoire du Pic du Midi. Le cliché, alors diffusé par l’agence Gamma, est publié dans des dizaines de journaux et magazines tels que Life. Son travail photographique lui vaut en 1997 la médaille d’argent du Salon des artistes français.
À partir de 1984, il donne de nombreuses conférences en France et en Europe, fait des expositions et des documentaires pour la télévision. On lui doit aussi plusieurs ouvrages de vulgarisation scientifique dont certains à destination des enfants. En 2005 lors de l'« année Jules Verne » (centenaire de sa mort) il dirige la collection « Les Mondes connus et inconnus » chez Actes Sud Junior. Il fut par ailleurs membre du comité de rédaction de la Revue Jules Verne de 2003 à 2010.
Chercheur associé au Centre François Viète d’épistémologie et d’histoire des sciences et des techniques de l’université de Nantes, chercheur associé au CRHIA (Centre de Recherches en Histoire Internationale et Atlantique) de l’université de Nantes, il est depuis 2012, docteur en histoire des sciences de l’université de Nantes. Sa thèse porte sur L’histoire des observatoires de la marine en France au XIXe siècle.
Il est à l'origine de la redécouverte de l'ancien observatoire astronomique de la Marine de Nantes au début des années 2000.
Il vit depuis 2015 à La Chapelle-aux-Lys (Vendée).

## Récompenses et distinctions[5]
- Médaille d’argent du Salon des Artistes français (1997)
- Prix Léon Maître décerné par la Société archéologique et historique de Nantes (2001)
- Prix de Loire Atlantique décerné par l’Académie littéraire de Bretagne et des Pays de la Loire
- Prix spécial de la Société Française d’Histoire des sciences (2013)

## Œuvres

### Ouvrages
- L'astronomie en 36 questions, Le Temps Apprivoisé, 1999, 80 p.,  (ISBN 9782283583609)
- Nantes au temps de ses observatoires, Éditions Coiffard, 2001, 120 p.,  (ISBN 9782910366292)
- Les étranges lunettes de monsieur Huette, Actes Sud Junior, coll. « Les grands livres », Ill. Serge Ceccarelli, 2002, 44 p.,  (ISBN 9782742740710)
- Astrophotographe, carnet de voyage, Actes Sud, 2003, 147 p.,  (ISBN 9782742745166)
- La boussole, le nord et l'aimant, Actes Sud Junior, coll. « Les Globe-Croqueurs », Ill. Serge Ceccarelli, 2004, 48 p.,  (ISBN 9782742751075)
- Le Monde illustré de Jules Verne, Actes Sud / Ville de Nantes, coll. « Les mondes connus et inconnus », 2005, 96 p.,  (ISBN 9782742752423)
- Le ciel étoilé, Gulf Stream Junior, Ill. Yves Besnier, 2006, 54 p.,  (ISBN 9782909421414)
- L'œil de l'astronome, Belin, coll. « Bibliothèque documentaire », Ill. Yves Besnier, 2009, 64 p.,  (ISBN 9782701151328)
- C'est comment un observatoire ?, Belin, coll. « C'est comment ? », Ill. Michel Backès, 2009, 10 p.,  (ISBN 9782701151359)
- Voyage vers le Soleil noir, Belin, 2009, 128 p.,  (ISBN 9782701151212)
- Le marin, la montre et l'observatoire, Ville de Lorient - animation de l'architecture et du patrimoine, 2014, 26 p.
- 1823. L'observatoire de la Maison Graslin, des étoiles pour les marins, Éditions Midi-Pyrénéennes, coll. « Cette année-là », 2024, 48 p.,  (ISBN 9782494787308)

### Scénarios
- Jules Verne, Aux sources de l’imaginaire, dessin de Wyllow, Petit à Petit, 2021

### Documentaires
- Jules Verne et la mer, avec la participation de Bernard Giraudeau, versions de 65 min, 5 × 12 min et 52 min, réalisation Paul Cornet, Odysséus Productions / France 3 Ouest et F3 NPCP, 2005, diffusions Planète Thalassa, Histoire et DVD.
- Jules Verne, un monde illustré, film de 20 min, réalisation Paul Cornet, Odysséus Productions, 2005, Médiathèque Municipale de Nantes
- Nos plus beaux rendez-vous, versions de 53 min et 105 min, réalisation Paul Cornet, Odysséus Productions, 2007, diffusions Télénantes et DVD
- Histoire de voir, série de quarante émissions de 12 minutes sur l’histoire et le patrimoine de Nantes et Angers, production Oulalah, diffusion Nantes 7 et Angers 7, 2007 et 2008
- Voyage vers le Soleil noir, réalisation Paul Cornet, Odysséus Productions / Nantes 7, 2009, Diffusion Nantes 7 et Angers 7, DVD
- Jules Verne saga, série documentaire de 64 épisodes de 13 minutes sur l’ensemble de l’œuvre de Jules Verne, réalisation Paul Cornet, Objectif découverte / Ville de Nantes, 2013 à 2017, diffusion Télénantes et coffret DVD
- Sur la route de l'ombre de la Lune, documentaire de 60 minutes, réalisation Olivier Sauzereau, Association des bêcheurs d'étoiles, 2018, DVD
- Un jardin pour l'Univers, documentaire de 70 minutes, réalisation Olivier Sauzereau, Association des bêcheurs d'étoiles, 2023, DVD